# Rev I d'Ibèria
Rev I d'Ibèria dit el Just (en georgià რევ I მართალი, Rev Mart'ali) fou un rei d'Ibèria de la dinastia arsàcida que va regnar entre vers el 189 i el 216.
Segons la Crònica georgiana era fill d'un rei dels parts (dinastia arsàcida), probablement, segons Cyril Toumanoff, Vologès V, gran rei dels parts del 191 al 207 i rei d'Armènia del 180 al 191, i de la germana del rei d'Ibèria Hamazasp II. Fou nomenat rei després de la derrota i mort del seu oncle a mans de rebels nacionals i dels ossets o alans.
S'hauria casat amb Sepèlia, filla d'un logoteta grec. La reina hauria erigit una estàtua d'Afrodita a la capital Mtskheta. Rev I hauria prohibit els sacrificis humans al país, el que li va valer el nom de el Just.
A la seva mort el va succeir el seu fill Vatxe I.